# Furðustrandir

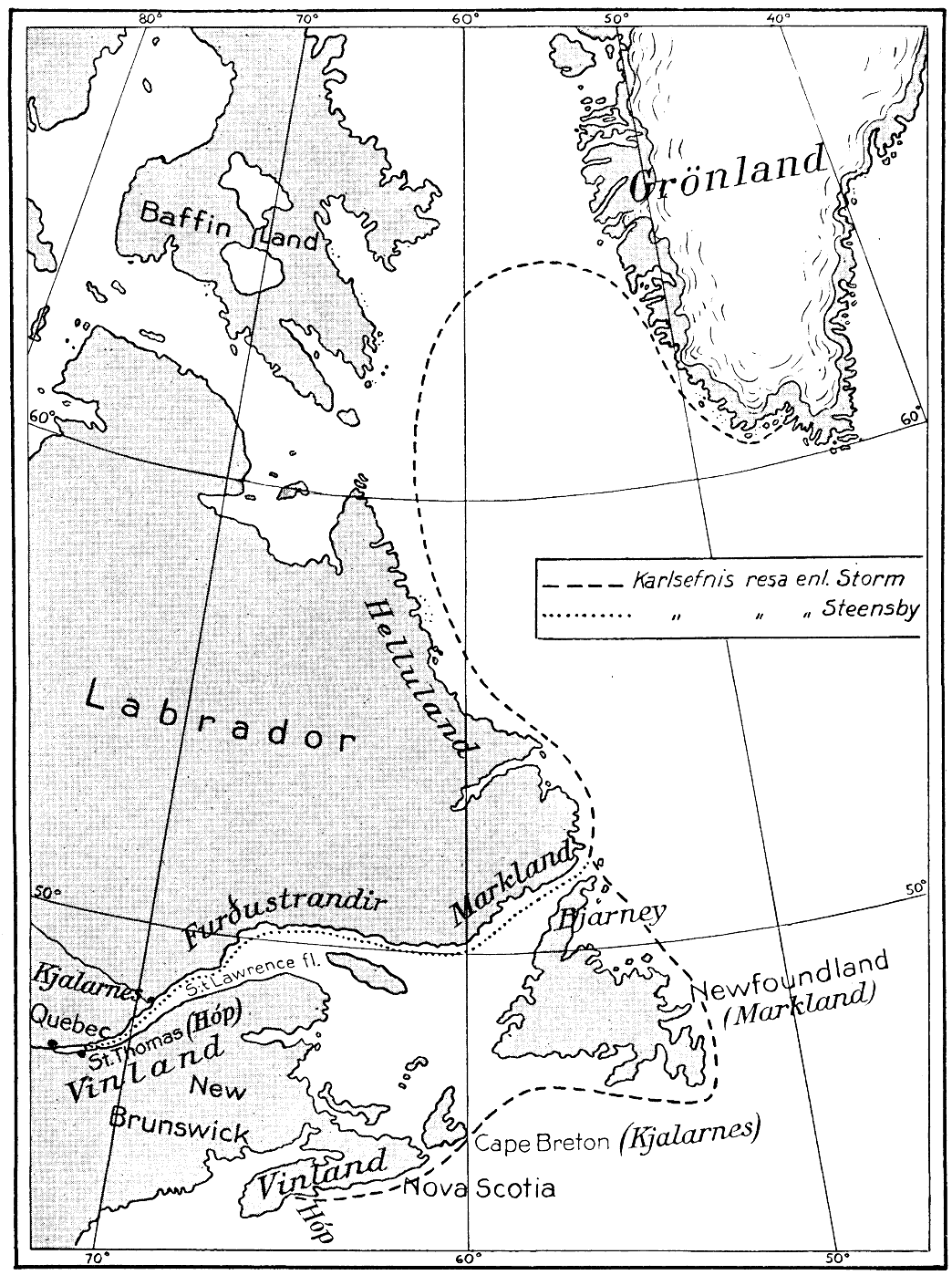
Hipotètic mapa de Vinland, Markland i Helluland (Nordisk familjebok. 1921). També s'aprecia la costa de Furðustrandir

Furðustrandir és una llarga franja de costa esmenada a l'Eiríks saga islandesa, que relata les proeses d'Eric el Roig. Es creia que es trobava al nord de Straumfjörð i el sud del promontori de Kjalarnes.
Alguns investigadors creuen que es refereix a les platges extenses situades a la costa de Labrador, a la província de Terranova i Labrador, al Canadà. A The Vinland Sagas and the Actual Characteristics of Eastern Canada, l'arqueòleg suec Mats G. Larsson es refereix al filòleg Jan Paul Strid i proposa que una traducció més actual de Furðustrandir i l'examen de les sagues la situaria entre la badia de Gabarus i la badia de St. Peter’s, a l'illa de Cap Bretó (Nova Escòcia).

## El nom
El primer element en el nom nòrdic antic és la forma genitiva de furða “meravella, sorpresa”; l'adjectiu furðuligr té el significat “estrany”. Aquesta paraula no s'ha usat o trobat en altres topònims de l'època nòrdica.

## Localització segons la saga
Segons la traducció de la saga feta per Sephton en 1880, Furðustrandir es trobava entre Helluland, Markland i Kjalarnes, però al nord de Straumfjörð i Hóp.
Una versió de la Saga d'Eric el Roig relata la localització allí, a partir de Vestribygd (probablement Assentament Occidental):
| « | Ells van salpar de terra; després a Vestribyg i a Bjarneyjar [les Illes de l'Ós]. Des d'allí es van allunyar de Bjarneyjar amb els vents del nord. Estaven a la vora del mar dues mitges jornades. Llavors van arribar a terra, van desembarcar amb els bots i la van explorar, i van trobar que hi havia tantes pedres, moltes i tan grans que dos homes podien estirar-se d'esquena i tocar-se amb els talons. Les guineus polars hi eren abundants. Aquesta terra li van donar nom, i la van anomenar Helluland [terra-pedra]. | » |

| « | Aleshores ells salparen amb vents del nord dos mitjos dies, i després hi va haver terra davant d'ells, i és un gran bosc i molts animals salvatges. Una illa es trobava al sud-est de la terra, i van trobar ossos al voltant, i van anomenar a l'illa Bjarney [Illa de l'Ós]; però el continent, on hi era el bosc, fou anomenada Markland [terra de boscos]. Després, quan van passar dues mitges jornades, van veure terra i hi van navegar. Hi havia un cap al qual van anar. Van creuar el territori, deixant-lo al costat de l'estribor. Hi havia una costa on es podia fer port i una llarga filada de sorra. Van anar a terra en vaixells, i van trobar la quilla d'un vaixell, i van anomenar el lloc Kjalarnes [lloc de quilla]. També li van donar nom, anomenant-los Furdustrandir [costa-estranya], perquè era tediós navegar-hi Llavors, la costa era dividida pels rierols, i van dirigir els seus vaixells al llarg dels rierols. | » |

## Localitzacions suggerides
No hi ha un acord popular o acadèmic sobre la localització exacta de Furðustrandir, i Fridtjof Nansen i Helge Ingstad mantenien que la Saga d'Eric el Roig en general podria no ser fiable. Tanmateix han fet suggeriments que es troba entre el sud de Labrador a la línia costanera més enllà de Cap Cod.
Les estimacions més recents, a partir de les troballes arqueològiques de trampes d'animals, van ser presentades en 2012 per un article geogràfic de Jónas Kristjánsson. Suggereix que Furðustrandir es refereix a la línia costanera entre L'Anse aux Meadows i Sop's Bay, a Terranova.